# Італа
Італа (італ. Itala, сиц. Itala) — муніципалітет в Італії, у регіоні Сицилія,  метрополійне місто Мессіна.
Італа розташована на відстані близько 500 км на південний схід від Рима, 185 км на схід від Палермо, 18 км на південний захід від Мессіни.
Населення — 1649 осіб (2014).
Щорічний фестиваль відбувається 3 червня. Покровитель — Madonna della Lettera.

## Демографія
Населення за роками:

Станом на 1 січня 2023 року в муніципалітеті офіційно проживало 48 іноземців з 14 країн, серед них 18 громадян країн Євросоюзу та 3 громадяни України.

## Сусідні муніципалітети
- Алі
- Алі-Терме
- Фьюмедінізі
- Мессіна
- Скалетта-Цанклеа